# Stylosanthes erecta
Stylosanthes erecta är en ärtväxtart som beskrevs av Ambroise Marie François Joseph Palisot de Beauvois. Stylosanthes erecta ingår i släktet Stylosanthes och familjen ärtväxter. Inga underarter finns listade i Catalogue of Life.